# 天成乡 (蓬安县)
天成乡，是中华人民共和国四川省南充市蓬安县曾经下辖的一个乡。2019年10月，撤销海田乡、天成乡、济渡乡，将其所属行政区域划归兴旺镇管辖。

## 行政区划
天成乡撤销前下辖以下地区：
七蔸树村、龙门山村、学堂沟村、杨家坡村、酒醉岩村、深子沟村、川果园村、大龙山村、郑家寨村、高笋塘村、普陀山村、木角坑村、水鸭塘村、牛角龙村、店子湾村和刘家坡村。